# Omphale carinata
Omphale carinata är en stekelart som beskrevs av Christer Hansson 1997. Omphale carinata ingår i släktet Omphale och familjen finglanssteklar. Inga underarter finns listade i Catalogue of Life.